# (1948) Kampala
(1948) Kampala ist ein Asteroid des Hauptgürtels, der am 3. April 1935 vom südafrikanischen Astronomen Cyril V. Jackson in Johannesburg entdeckt wurde.
Der Asteroid ist nach Kampala, der Hauptstadt von Uganda benannt.